# De Nederlandsche adel
De Nederlandsche adel, of Alphabetische naamlijst van familiën en personen, wier titels of adeldom op de registers van den Hoogen Raad van Adel zijn ingeschreven is een naslagwerk uit 1846 over de Nederlandse adel. 

## Geschiedenis
Op 26 januari 1822 werd op verzoek van enkele ridderschappen een nieuw koninklijk besluit uitgevaardigd waarin werd bepaald dat lijsten moeten worden gepubliceerd van "de personen of geslachten, wier titels en adeldom op zijne [=Hoge Raad van Adel ] registers zijn ingeschreven". Dit zijn de zogenaamde adelslijsten. Die lijsten dienden in het Staatsblad gepubliceerd te worden ten behoeve van openbare ambten zodat in officiële akten hiermee rekening kan worden gehouden, aangezien titels en predicaat verplicht in officiële akten moeten worden opgenomen.
Tussen 26 juli 1825 en 19 april 1846 waren zeven van die adelslijsten opgesteld en gepubliceerd. De uitgever, Joh. Noman & zoon te Zaltbommel, besloot de gegevens uit deze zeven lijsten te bundelen in een band: De Nederlandsche adel. De uitgever meldt in het voorwoord dat hij dit deed omdat niet iedereen beschikt over die zeven staatsbladen waarin de lijsten zijn opgenomen en "Van daar, dat men dikwerf in gezellige kringen wel de vragen hoort doen, is A of B Jonkheer, of Ridder, of Baron of Graaf? komt C of D den titel toe van Hoogwelgeboren of Hooggeboren? en de juistheid van het antwoord met vuur hoort betwisten, zonder dat, in de meeste gevallen, de twistende in staat zijn hun beweren spoedig en gemakkelijk te bewijzen". En deze uitgave zou derhalve een en ander gemakkelijk opzoekbaar moeten maken. (Tussen 1859 en 2004 verschenen nog de achtste tot en met veertiende adelslijsten.)

## Inhoud
De uitgave bevat alle gegevens uit de zeven adelslijsten: naam, voornaam en woonplaats van de geadelde; de titel en het predicaat waartoe diegene gerechtigd is; de titels en predicaten die diens nageslacht draagt of zal gaan dragen. Daarbij had de uitgever ervoor gekozen om ook de gegevens van in 1846 inmiddels tot de Belgische adel behorende geslachten op te nemen omdat nog niet uitgemaakt was of deze niet ook tot de Nederlandse adel moesten worden gerekend. In de uitgave waren vervolgens ook alle later gepubliceerde wijzigingen op de zes eerder gepubliceerde lijsten verwerkt bij de desbetreffende personen. Ook inmiddels overleden personen personen waren opgenomen, al was het maar vanwege hun ook tot de adel behorende nageslacht. De uitgave sluit af met enkele bijlagen, waaronder het Koninklijk Besluit van 1822 inzake de adelslijsten.